# 월리스와 그로밋
《월레스와 그로밋》(영어: Wallace and Gromit)은 아드만 애니메이션에서 제작하고 닉 파크가 감독한 영국의 스톱 모션 클레이 애니메이션 시리즈이다. 이 시리즈는 4편의 단편 영화와 장편 영화로 구성 된다. 시리즈는 치즈를 좋아하는 월레스와 사람보다 똑똑한 개 그로밋을 중심으로 이야기가 펼쳐진다. 월레스 역에는 원래 영국의 베테랑 배우 피터 샐리스가 연기했지만 2011년부터는 벤 화이트헤드가 연기하고 있다. 그로밋은 표정과 신체 언어를 통해서만 의사 소통을 한다. 시리즈는 큰 인기를 끌면서 국제적으로 근대 영국 문화와 영국인의 긍정적인 국제적 아이콘으로 상징 되고 있다. BBC 뉴스는 "영국에서 가장 잘 알려지고 사랑 받는 별들 중 일부"라고 보도했다.
이 영화는 1989년 《월레스와 그로밋: 화려한 외출》(1989), 《월레스와 그로밋: 전자바지 소동》(1993), 《월레스와 그로밋: 양털 도둑》(1995) 등 총 3편의 단편 영화를 통해 큰 호응을 얻었으며, 로튼 토마토에서 장편 영화 《월레스와 그로밋: 거대 토끼의 저주》(2005)는 95%의 높은 평점을 받았다. 장편 영화는 또 다른 닉 파크 감독의 창작 작품인 《치킨 런》 다음으로 두 번째로 높은 수익을 올린 스톱 모션 애니메이션 영화이다.

## 캐릭터
- 월리스

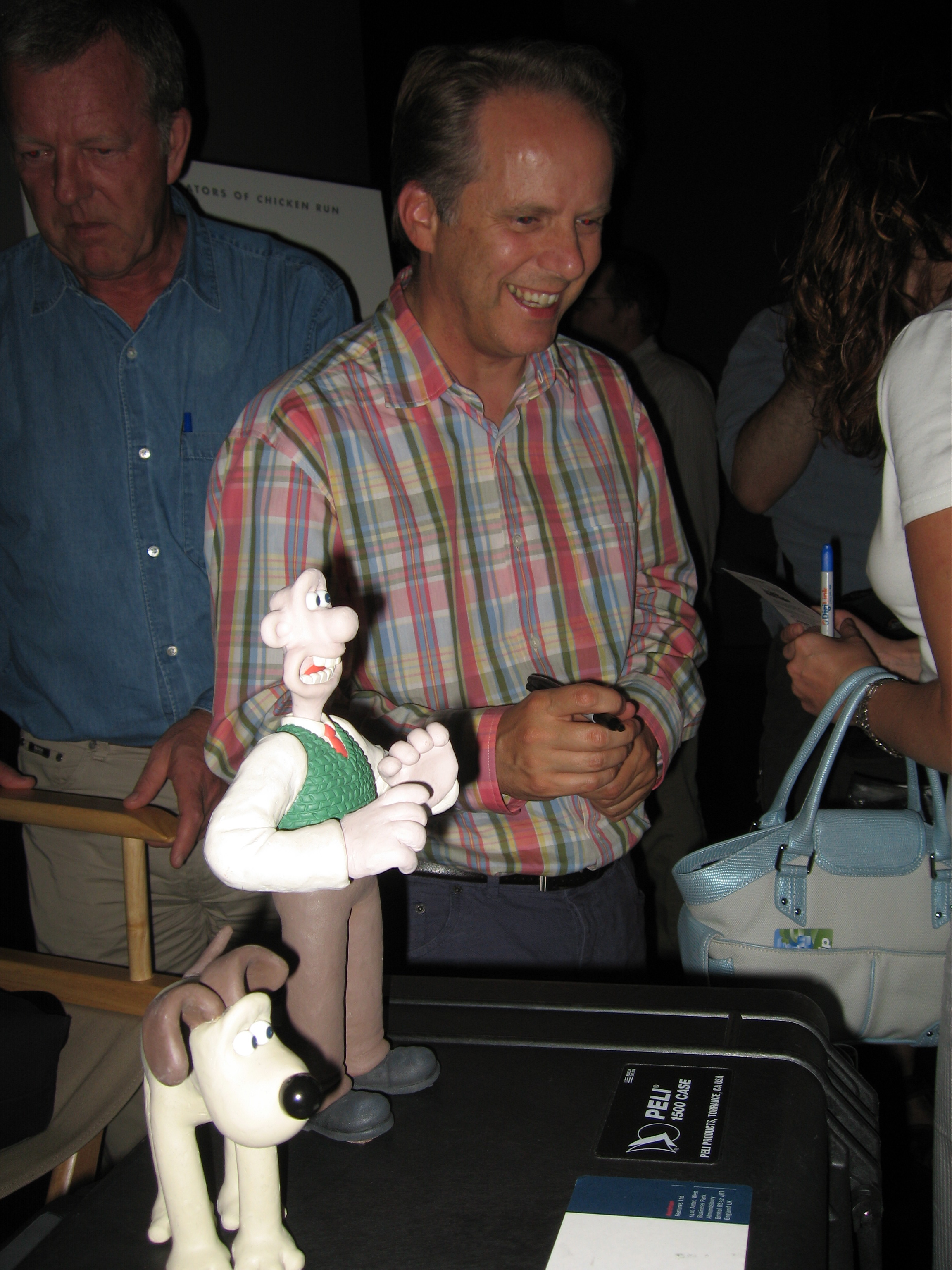
2005년 영화 《월리스와 그로밋: 거대 토끼의 저주》 프로모션하는 닉 파크

런던의 단독주택에서 살고 있는 50대 독신 남성으로 상당한 손재주를 지닌 발명가이다. 실제로 양을 목욕시키고 양털까지 한번에 깎는 기계를 만들어 특허 신청을 내고, 달에 가기 위해 직접 우주선을 만드는 등 능력은 천재적이지만 특허에 의한 소득이 없어 부업으로 여러 가지 잡일을 하며 생계를 유지한다. 한편 자신의 바로 뒤에서 벌어지는 일에는 상당히 무감각하며, 이 덕분에 미스터 펭귄의 다이아몬드 탈취작전에 엮이는 등 위기에 빠지기도 한다. 그러나 그 때마다 그로밋의 도움 혹은 스스로의 자각으로 그 상황을 넘기며 평소의 일상을 지속한다. 좋아하는 음식은 치즈이며, 크래커 위에 치즈를 얹어먹는 것을 취미로 여긴다. 극장판 '거대 토끼의 저주'편에서는 정신개조 기계의 오작동으로 거대토끼로 변신하게 된 월레스가 성에서 추락하던 그로밋을 구해낸 후 실신하기도 했으나 치즈냄새를 맡고 곧바로 제정신으로 돌아왔다. 그정도로 월레스는 치즈를 광적으로 좋아함을 알 수 있다.
- 그로밋

월리스의 유일한 애완견이자 조수이다. 개의 동물적 감각과 인간의 지능과 감성을 가지고 있으며, 월리스가 우주선을 만드는 과정에 직접 연장을 가지고 참여하는 모습에서 그 모습은 여실히 드러난다. 더구나 주인인 월리스보다 눈치가 빨라서 여러 상황에 한 발 앞서 대처하는 모습을 보여주기도 한다. 그러다보니 음모를 꾸미는 미스터 펭귄과 프레스턴의 견제의 대상이 되기도 했다. 심지어는 양을 잔인하게 살해하는 범죄자로 몰려 종신형에 구형되는 등 위기를 겪기도 하지만 월리스의 도움으로 빠져나와 끝내는 해결을 보고야 말았다. 평소에는 자고있는 월리스의 침대를 기울이는 장치를 작동해 월리스를 깨우고, 토스트 장치를 작동해 아침식사를 준비하는 등 가정부로서의 역할을 보이기도 하지만, 잠은 집 바깥에 있는 개집에서 잔다. (이 개집을 그로밋은 사람사는 방으로 꾸며놓았다.) 가장 아끼는 물건은 자명종, 뼈다귀, 그리고 월리스와 함께 찍은 사진이다.
- 로드 빅터 쿼터메인

'거대토끼의 저주'편에 등장하는 사냥꾼. 토팅턴의 약혼남이었으나 농작물을 해치는 토끼들을 사살해야하는가에 대한 여부 문제로 토팅턴과 매번 충돌한다. 결국 후반부에는 토팅턴의 충고를 무시하고 거대토끼로 변한 월리스를 저격하려고 했으나 실패하고 약혼을 파기당했다.
- 레이디 토팅턴

'거대토끼의 저주'편에 등장하는 부잣집 숙녀. 동물 애호가이며, 자신의 집 마당을 어지럽히는 토끼들을 인간적으로 처리해달라고 월리스에게 부탁했다.
- 쿠커

월리스가 치즈를 찾으러 달에 왔을때, 그 달을 지키던 파수꾼 로봇. 에피소드 내에서 직접적으로 이름은 언급되지 않지만, 공식적인 이름은 '쿠커'이다. 에피소드의 시간축을 고려해 볼 때, 1969년 인류가 달에 정착했을 때 버리고 간 것이라는 설이 있다. 처음 쿠커를 만나고 자판기로 오해한 월리스가 10파운드 동전을 넣자 각성하여 월리스의 행보를 추적했다. 월리스가 크래커와 먹은 달의 조각을 본드로 다시 붙여놓고, 우주선에서 기름통이 새는걸 발견하자 화를 내는 등 달의 환경을 보호하는 것을 책무로 여기는 듯 하다. 에피소드 후반엔 우연히 접하게 된 월리스의 스키잡지를 본 것이 계기가 되어 인간들이 타는 스키를 동경하게 되고, 떠나려는 월리스를 뒤쫓아가지만 월레스가 탄 우주선의 연료통에 실수로 불을 붙여버려 잡고 있던 금속 부품과 함께 튕겨져 나간다. 그 후 그 부품을 개조해 스키로 만들고 달에서 스키를 타는데 성공한다.
- 클레멘트 헤지스
- 미시즈 멀치
- 미스터 윈폴
- 미스 브라이트
- 미스터 캘리체 미스 스립
- 미스터 그로백
- 미스터 멀치
- 미스터 디버 미스터 크록
- 미시즈 거드링
- 미스터 리칭

- 페더 맥그로우

월리스의 집에 세들어 들어온 펭귄. 공학 관련 지식은 그로밋과 대등할정도로 해박하다. 월리스가 그로밋에게 선물한 전자바지를 개조해 시립미술관의 다이아몬드를 훔치려고 하지만 결국 저지당한다.
- 전자바지

월리스의 말에 따르면 NASA에서 개발했다고 한다. 바지에 부착되어있는 컨트롤러를 이용해 작동 시간을 조절할 수 있다. 원래는 개줄을 매어 그로밋을 산책시킬 용도로 쓰려고 했지만 미스터 펭귄이 컨트롤러를 떼어버리는 바람에 박물관 잠입용으로 악용되었다. 다이아몬드 도난 사건 이후 쓰레기통에 버려지지만 갑자기 쓰레기통 속에서 스스로 작동하여 어디론가 사라진다.
- 숀(양)

월리스의 집에 잠입해 발사기계의 회로를 비롯한 모든 물건을 뜯어먹다가 웬돌린의 털실가게를 갔다온 월리스에게 발각된다. 발각 당시 털이 더럽혀져 있었기 때문에 월리스가 발명한 '양털깎는 기계'의 첫 피실험자가 된다. 결국 깎여진 자신의 털로 만든 스웨터를 입게 된다. 그런데 프레스턴이 자신의 공장에서 월리스의 기계를 역이용해 웬돌린과 양들을 위기 상황에 몰아넣자, 간판의 불을 키는 버튼을 작동하여 공장 바깥에 있던 그로밋에게 자신들이 있는 장소를 알렸고, 마지막에 프레스턴에게 일격을 가해 '양고기 다지는 기계'에 양들을 갈아버리려는 프레스턴을 저지하는등 의외의 활약을 보여주었다.
- 미스 웬돌린

월리스가 창문닦이 부업을 하던 도중 만나게 된 털실가게의 주인. 발명가인 아버지에게서 물려받은 사이보그 개 프레스턴과 함께 살고 있었다. 서로 대화를 하고 프레스턴의 음모를 저지하는 과정에서 월리스와 정을 쌓아가지만 치즈 알레르기가 있는게 계기가 되어 월리스와 결별한다. 심성이 되게 착하다.
- 프레스톤(개)

웬돌린의 아버지가 개발한 사이보그 개. 양들을 이용해 개밥을 만들려는 목적으로 월리스의 기계 설계를 훔치고, 그로밋에게 양을 죽인 범인이라는 누명을 씌우는 등 온갖 만행을 저지른다. 심지어는 자신이 사이보그임이 드러난 후에도 자신이 표절한 기계를 작동하는등 폭주를 한다. 그러다가 션의 일격을 맞고 몸이 망가진다. 결국 폭주를 멈추고 원래의 순한 성격으로 돌아온다.

## 작품 목록

### 단편 영화
| 제목                                                                              | 개봉 날짜                                                                 | 러닝 타임   |
| 메인 시리즈                                                                       | 메인 시리즈                                                               | 메인 시리즈 |
| --------------------------------------------------------------------------------- | ------------------------------------------------------------------------- | ----------- |
| 월리스와 그로밋: 화려한 외출 A Grand Day Out                                      | 1989년 11월 4일                                                           | 24분        |
| 월리스와 그로밋: 전자바지 소동 The Wrong Trousers                                 | 1993년 12월 26일                                                          | 30분        |
| 월리스와 그로밋: 양털 도둑 A Close Shave                                          | 1995년 12월 24일                                                          | 31분        |
| 월리스와 그로밋: 빵과 죽음의 문제 A Matter of Loaf and Death                      | 2008년 12월 25일                                                          | 29분        |
| 스핀오프                                                                          |                                                                           |             |
| 내 친구 티미: 티미의 크리스마스 깜짝 선물 Timmy Time – Timmy's Christmas Surprise | 2011년 12월 12일                                                          | 22분        |
| 내 친구 티미: 티미의 해상 구조대 Timmy Time – Timmy's Seaside Rescue              | 2012년 7월 13일                                                           | 22분        |
| 못말리는 어린양 숀: 농부의 라마 Shaun the Sheep – The Farmer's Llamas             | 2015년 12월 26일                                                          | 30분        |
| 기타                                                                              |                                                                           |             |
| 월리스와 그로밋의 주빌레 번터톤 Jubilee Bunt-a-thon                               | 2012년 7월 2일                                                            | 1분         |
| 월리스와 그로밋의 음악적 경이로움 Wallace & Gromit's Musical Marvels              | 2012년 7월 29일 (라디오) 2012년 8월 27일 (텔레비전) 2013년 2월 9일 (투어) | 45분        |

### 장편 영화
| 제목                                                                             | 개봉 일자                                                                                              | 러닝 타임 |
| -------------------------------------------------------------------------------- | --- | --------- |
| 월리스와 그로밋: 거대 토끼의 저주 Wallace & Gromit: The Curse of the Were-Rabbit | 2005년 10월 7일 (미국) 2005년 10월 14일 (영국) 2015년 11월 4일 (대한민국)                              | 85분      |
| 숀더쉽 Shaun the Sheep Movie                                                     | 2015년 1월 24일 (선댄스 영화제) 2015년 2월 6일 (영국) 2015년 8월 5일 (미국) 2015년 8월 13일 (대한민국) | 85분      |
| 숀더쉽 2 Shaun the Sheep Movie 2                                                 | 2019년 10월 18일 (영국) 2019년 12월 13일 (미국)                                                        | 87분      |
| 월레스와 그로밋: 복수의 날개 Wallace & Gromit: Vengeance Most Fowl               | 2024년 12월 25일 (넷플릭스)                                                                            | 79분      |

### TV 시리즈
| 제목                                                                     | 방영 일자        | 방영 일자        | 시리즈 | 에피소드 |
| 제목                                                                     | 시작             | 종료             | 시리즈 | 에피소드 |
| ------------------------------------------------------------------------ | ---------------- | ---------------- | ------ | -------- |
| 월리스와 그로밋의 멋진 발명품 Wallace and Gromit's Cracking Contraptions | 2002년 10월 15일 | 2002년 10월 15일 | 1      | 10       |
| 못말리는 어린양 숀 Shaun the Sheep                                       | 2007년 3월 5일   | 현재             | 5      | 150      |
| 내 친구 티미 Timmy Time                                                  | 2009년 4월 6일   | 2012년 7월 13일  | 3      | 78       |
| 월리스와 그로밋의 발명의 세계 Wallace and Gromit's World of Invention    | 2010년 11월 3일  | 2010년 12월 8일  | 1      | 6        |
| 못말리는 어린양 숀 3D Shaun the Sheep 3D                                 | 2012년 3월 7일   | 2012년 6월 13일  | 1      | 15       |
| 못말리는 어린양 숀 챔피언쉽 Shaun The Sheep Championsheeps               | 2012년 7월 2일   | 2012년 7월 13일  | 1      | 21       |

## 수상 및 후보

### 아카데미상
| 상                | 메인 시리즈 | 메인 시리즈   | 메인 시리즈 | 메인 시리즈      | 메인 시리즈      | 스핀오프 |
| 상                | 화려한 외출 | 전자바지 소동 | 양털 도둑   | 거대 토끼의 저주 | 빵과 죽음의 문제 | 숀더쉽   |
| ----------------- | ----------- | ------------- | ----------- | ---------------- | ---------------- | -------- |
| 단편 애니메이션상 | 후보        | 수상          | 수상        |                  | 후보             |          |
| 장편 애니메이션상 |             |               |             | 수상             |                  | 후보     |

### 주요 시상식
월래스와 그로밋: 전자바지 소동
- 1993년
  - 발라돌리드 국제 영화제 단편 부문 심사위원 특별상
- 1994년
  - 미국 아카데미상 최우수 단편 애니메이션상
  - 영국 아카데미상(BAFTA) 최우수 애니메이션상
  - 유럽 카툰 포럼 카툰 금메달
  - 클레르망-페랑 국제 단편 영화제 (관객상 / 국제 경쟁 부문 언론상 / 국제 경쟁 부문상 / 심사위원 특별 멘션 국제 경쟁 부문상)
  - 히로시마 국제 애니메이션 페스티벌 카테고리 G 페스티벌상
  - 오타와 국제 애니메이션 페스티벌 (관객상 / 그랑프리)
  - 시애틀 국제 영화제 최우수 단편 영화 부분 골든 스페이스 니들상
  - 탐페레 국제 단편 영화제 그랑프리
  - 자그레브 국제 애니메이션 페스티벌 그랑프리

월래스와 그로밋: 양털 도둑
- 1996년
  - 미국 아카데미상 최우수 단편 애니메이션상
  - 영국 아카데미상(BAFTA) 최우수 애니메이션상
  - 자그레브 국제 애니메이션 페스티벌 인터넷 투표상
  - 아니마 문디 애니메이션 페스티벌 최우수 영화 관객상
  - 브로드캐스팅 프레스 길드상 최우수 오락물상
  - 시카고 국제 아동 영화제 (감독상 / 애니메이션 심사위원상 / 단편 애니메이션상 / 비디오 부문 어린이 심사위원상)
  - 포트로더데일 국제 영화제 최우수 단편 부문 심사위원상
  - 국제 에미상 대중예술상
  - 오타와 국제 애니메이션 페스티벌 비 시리즈 텔레비전 애니메이션상
  - 팜스프링스 국제 단편 영화제 (최우수 애니메이션 부문 관객상 / 심사위원상)
  - 영국 왕립 텔레비전 학회 (최우수 프로덕션 디자인 오락 및 비 드라마상 / 최우수 음악 비 드라마상
  - 탐페레 국제 단편 영화제 국제 경쟁 부문 최우수 애니메이션상)

- 1997년
  - 월드 애니메이션 셀러브레이션 최우수 스톱모션상
  - 안시 국제애니메이션 페스티벌 관객상
  - 오르후스 영화제 관객상
  - 알가브 국제 영화제 최우수 관객상

월래스와 그로밋: 거대 토끼의 저주
- 2005년
  - 어워드 서킷 커뮤니티 어워드 최우수 극장 애니메이션상(2등)
  - 플로리다 영화 비평가협회상 최우수 애니메이션상
  - 국제 영화 음악 비평가협회상 코미디 영화 최우수 오리지널 작곡상
  - 캔자스시티 영화 비평가협회상 최우수 애니메이션 상
  - 로스엔젤레스 영화 비평가협회상 최우수 애니메이션상
  - 미국 모션 픽쳐 사운드 에디터스 외국 극장 영화 최우수 사운드 편집 부문 골들 릴상
  - 뉴욕 영화 비평가협회상 해외 극장 애니메이션상(2등)
  - 달러스포트워스 영화 비평가협회상 최우수 애니메이션상
  - 골든 슈모스 어워즈 올해의 최우수 애니메이션 영화상
  - 라스베가스 영화 비평가협회상 최우수 애니메이션 영화부분 시에라상
  - 온라인 뉴욕 영화 비평가협회상 최우수 극장 애니메이션상

- 2006년
  - 미국 아카데미상 최우수 애니메이션 영화상
  - 영국 아카데미상(BAFTA) 최우수 애니메이션상
  - 미국 SF/판타지/공포 영화 아카데미 최우수 극장 영화부문 토성상
  - 앙시 국제 애니메이션 페스티벌 최우수 극장 영화 크리스털상 후보
  - 애니상 (최우수 극장 애니메이션상 / 최우수 애니메이션 효과상 / 최우수 캐릭터 애니메이션상 / 극장 애니메이션 제작 최우수 캐릭터 디자인상 / 극장 애니메이션 제작 최우수 음악상 / 극장 애니메이션 제작 최우수 프로덕션 디자인상 / 극장 애니메이션 최우수 스토리보드상 / 극장 애니메이션 최우수 성우연기상 / 극장 애니메이션 최우수 각본상)
  - 애니상 (최우수 캐릭터 애니메이션상 / 극장 애니메이션 최우수 스토리보드상 / 극장 애니메이션 최우수 성우 연기상) 후보
  - 보딜 어워즈 최우수 비 미국 영화 부문 후보
  - 브리티시 코미디 어워즈 최우수 코미디상
  - 크리틱스 초이스 영화상 최우수 극장 애니메이션상
  - 센트럴 오하이오 영화 비평가협회살 최우수 영화상(3등)
  - 엠파이어상 최우수 감독상
  - 엠파이어상 (올해의 장면상 / 최우수 코미디상 / 최우수 영국 영화상) 후보
  - 유럽 영화제 최우수 유럽 영화 부문 관객상 후보
  - 제네시스 어워즈 극장 애니메이션상
  - 골드 더비 어워즈 극장 애니메이션상
  - 휴고상 최우수 장편 드라마상 후보
  - 미국 키즈 초이스 어워즈 인기 애니메이션상 후보
  - 런던 영화 비평가협회상 (올해의 영국 영화상 / 올해의 영국 제작자상) 후보
  - 미국 모션 픽쳐 사운드 에디터스 극장 애니메이션 최우수 사운드 편집 부문 골든릴상
  - 미국 모션 픽쳐 사운드 에디터스 외국 극장 영화 최우수 사운드 편집상 후보

월래스와 그로밋: 빵과 죽음의 문제
- 2009년
  - 영국 아카데미상(BAFTA) 최우수 애니메이션상
  - 안시 국제애니메이션 페스티벌 안시 크리스털상 후보
  - 애니상 최우수 단편 애니메이션 부문
  - 브로드캐스팅 프레스 길드 어워즈 최우수 코미디/오락물 부분 후보
  - 유럽 카툰 포럼 카툰 금상 후모
  - 시카고 국제 어린이 영화제 단편 애니메이션 또는 비디오 부문 어린이 심사위원상(2등)

- 2010년
  - 미국 아카데미상 최우수 단편 애니메이션상 (후보)